# 堅豆腐
堅豆腐（かたどうふ、かたとうふ）は、石川県白山市、富山県南砺市五箇山の伝統食材。白山麓名物とされる。

## 概要
「荒縄で縛っても崩れない」、「ぶつかったらケガをする」と言われるほど堅い豆腐である。
通常の豆腐と比較すると保存性も高く、夏期で2日から3日、冬期だと7日程度は日持ちする。
奈良時代に大陸から日本へと伝わった当時の豆腐が堅豆腐であったと言われる。その後、豆腐は日本で進化していったのだが、昔の原形に近い製法で作られているのが堅豆腐ということになる。五箇山には平家の落ち武者がいて、京文化であった豆腐作りを伝えたという説もある。また、保存がしやすく流通にも適した堅豆腐が雪国である石川県、富山県に適していたとも推測される。

## 作り方
大豆の使用量は通常の豆腐を作るときと比べると2倍以上の量を使用する。
作り方はいくつかあり、例えば白峰村（現・白山市）内でも、白峰と桑島では製造方法が異なる。一例では、白峰では大豆の磨砕後に加熱をするが、桑島では大豆の磨砕後に豆乳を分離し、豆乳のみを加熱する。また豆腐の冷却も白峰では水で晒すが、桑島では水には晒さず、自然放冷する。どちらも堅豆腐と称している。

## 利用法
旧・白峰村では、正月には堅豆腐を用いて大切汁を作るが、この時に堅豆腐のひと切れが小さいと「年が悪い」と嫌って、大切りにする。
日常的にも食されており、味噌汁、すき焼き、煮物、天ぷら、バター焼き、炒り豆腐、味噌田楽、湯豆腐と幅広く利用される。特に堅豆腐を薄く切って、わさび醤油で食べる堅豆腐の刺身は最高とされる。